# Literaturjahr 1769
Liste der Literaturjahre

◄◄ | ◄ | 1765 | 1766 | 1767 | 1768 | Literaturjahr 1769 | 1770 | 1771 | 1772 | 1773 | ►

Weitere Ereignisse
Dieser Artikel behandelt das Literaturjahr 1769.

## Ereignisse

### Prosa
- 21. Januar: Der erste einer Reihe von Briefen des Junius erscheint in London in der Zeitschrift Public Advertiser. König, Minister, Parlament, Gerichtshöfe und Staatsbeamte ebenso wie die Umtriebe der Whigs und Torys und ihre Kämpfe untereinander, werden mit schonungsloser Satire, aber dabei mit Geist, gründlicher Sachkenntnis und Beredsamkeit angeprangert. Die Identität des Autors „Junius“ bleibt unentdeckt.

- Johann Gottfried Herder verfasst das Journal meiner Reise im Jahr 1769 über die Reise des Autors von Riga über Kopenhagen und Helsingør nach Nantes, das allerdings erst 1846 veröffentlicht wird.
- Frances Brooke veröffentlicht den Briefroman The History of Emily Montague. Er gilt als erster kanadischer Roman.

### Lyrik
- 9. Dezember: Das Theatre Royal in Edinburgh wird eröffnet. Das Ereignis wird von James Boswell in Versen festgehalten.

### Drama
- 5. Januar: Mit dem Stück Lucile von Jean François Marmontel hat auch das Lied Où peut on être mieux qu’au sein de sa famille seine Uraufführung, das zur inoffiziellen Hymne Frankreichs während der Restaurationszeit wird.
- 22. Juni: Das Drama Ugolino von Heinrich Wilhelm von Gerstenberg hat seine Uraufführung in Berlin.

### Periodika

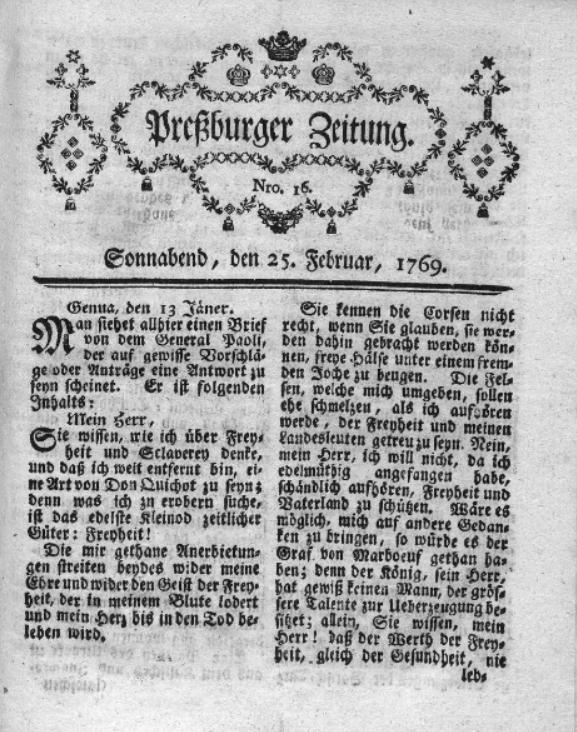
Ein Exemplar der Preßburger Zeitung aus dem Jahre 1769

- Die Wiener moralische Wochenschrift Der Mann ohne Vorurtheil von Joseph von Sonnenfels erscheint nach zweijähriger Pause von Neuem.
- Die moralische Wochenschrift Der Freund der Tugend von  Karl Gottlieb von Windisch stellt ihr Erscheinen als Beiblatt der Preßburger Zeitung nach zwei Jahren ein.

### Wissenschaftliche Werke
- Denis Diderot und Louis de Jaucourt veröffentlichen den sechsten Tafelband der Encyclopédie.

### Religion

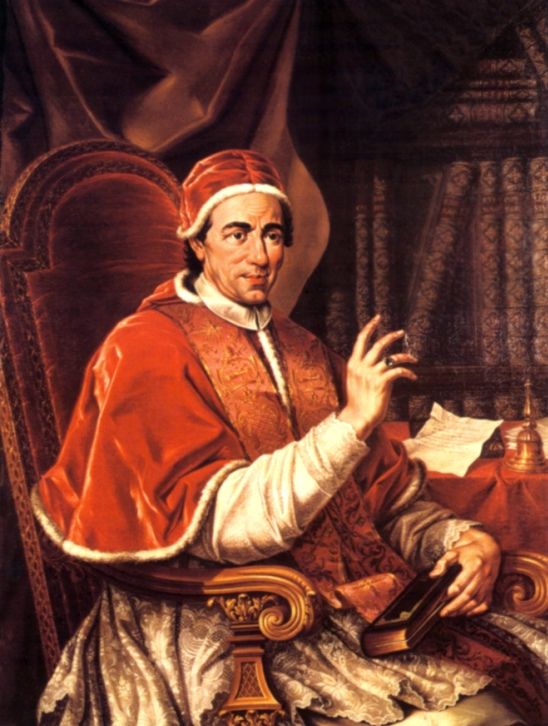
Papst Clemens XIV.

- 12. September: Mit seiner ersten Enzyklika Decet quam maxime wendet sich der im Mai gewählte neue Papst Clemens XIV. an die Bischöfe des Königreichs Sardinien. Darin prangert er den zunehmenden Missbrauch von an die Bischöfe geleisteten Steuern und Abgaben an.
- 12. Dezember: Papst Clemens XIV. veröffentlicht die Enzyklika Cum summi apostolatus, mit dem er die Tradition des Heiligen Jahres aufgreift. Mit gleichem Datum veröffentlicht er auch die damit eng in Zusammenhang stehende Enzyklika Inscrutabili divinae sapientiae, mit der er auf die Notwendigkeit eines Jubeljahres hinweist.

## Geboren

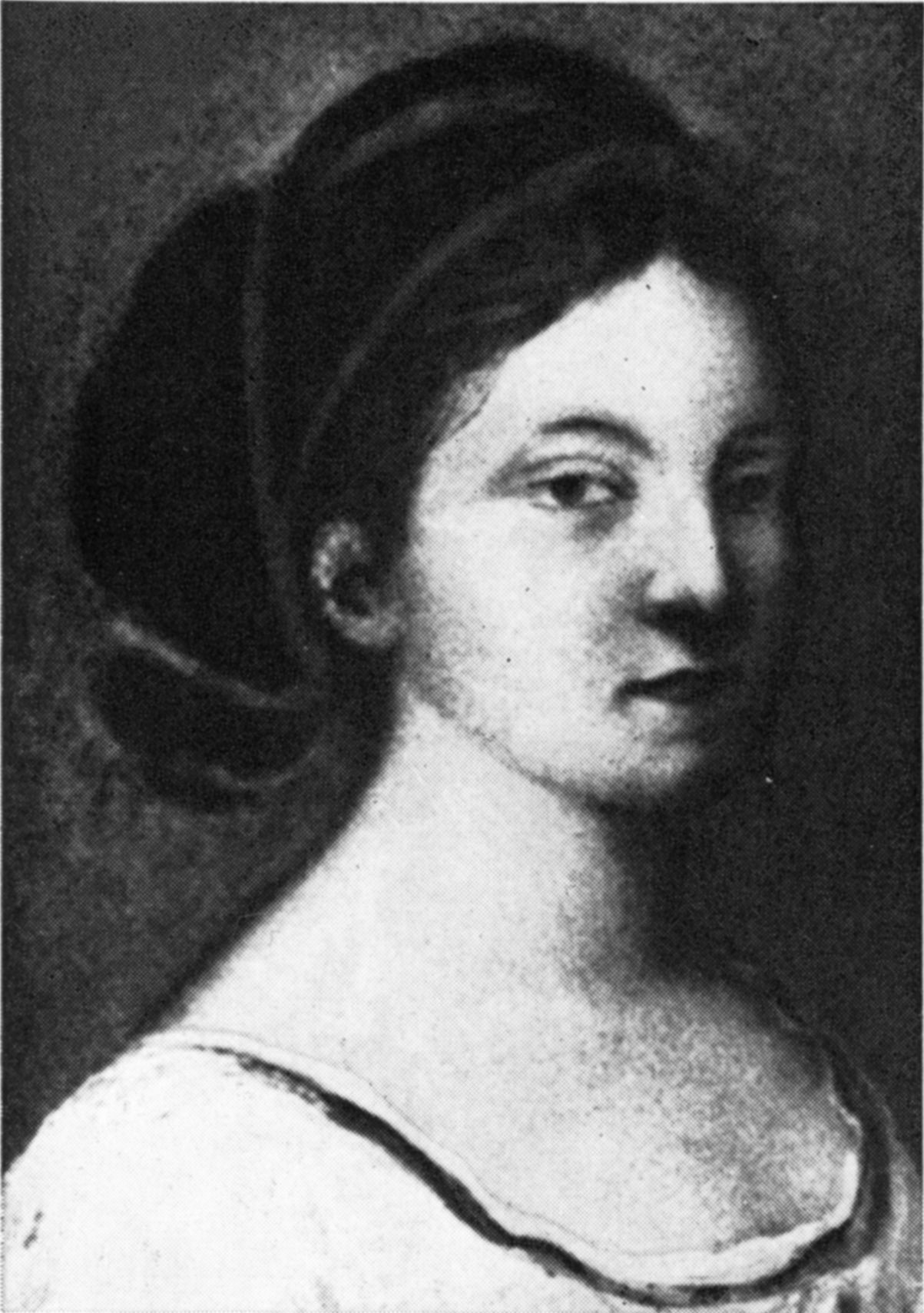
Susette Gontard

- 9. Februar: Susette Gontard, Hamburger Kaufmannstochter und Bankiersgattin, Geliebte des Dichters Friedrich Hölderlin († 1802)
- 13. Februar: Iwan Krylow, russischer Fabeldichter († 1844)
- 28. März: Adolph Wilhelm Schack von Staffeldt, dänischer romantische Dichter († 1826)

- 11. April: František Vladislav Hek, tschechischer Patriot, Dichter und Publizist († 1847)
- 16. April: Bahne Asmussen, friesischer Pastor, Dichter und Lehrer († 1844)
- 24. Juni: August Ferdinand Bernhardi, deutscher Sprachforscher und Schriftsteller († 1820)

- 9. September: Iwan Kotljarewskyj, ukrainischer Dichter († 1838)
- 29. Oktober: Georg von Hofmann, österreichischer Dramatiker und Librettist († 1845)

- 1. November: Garlieb Helwig Merkel, deutsch-baltischer Publizist und Schriftsteller († 1850)
- 19. November: Elise Bürger, württembergische Dichterin, dritte Ehefrau von Gottfried August Bürger († 1833)

- 17. Dezember: Christian Friedrich von Cochenhausen, hessischer Generalleutnant und Kriegsminister, Bibliotheksgründer († 1839)
- 22. Dezember: Johann Philipp Christian Aulenbach, deutscher Pfarrer und Dichter († 1844)
- 24. Dezember: Franz Alexander von Kleist, preußischer Dichter († 1797)
- 26. Dezember: Ernst Moritz Arndt, deutscher Gelehrter und nationaler Dichter († 1860)

## Gestorben
- 3. April: Gerhard Tersteegen, deutscher Mystiker und Dichter von Kirchenliedern (* 1697)
- 24. April: Philipp Friedrich Hiller, deutscher Pfarrer und Kirchenlieddichter (* 1699)

- 21. Oktober: Johann Samuel Agner, deutscher Geistlicher und Schriftsteller (* 1701)
- 6. November: Carl Friedrich Kaltschmied, deutscher Mediziner (* 1706)
- 27. November: Kamo no Mabuchi, japanischer Dichter und Literaturwissenschaftler (* 1697)

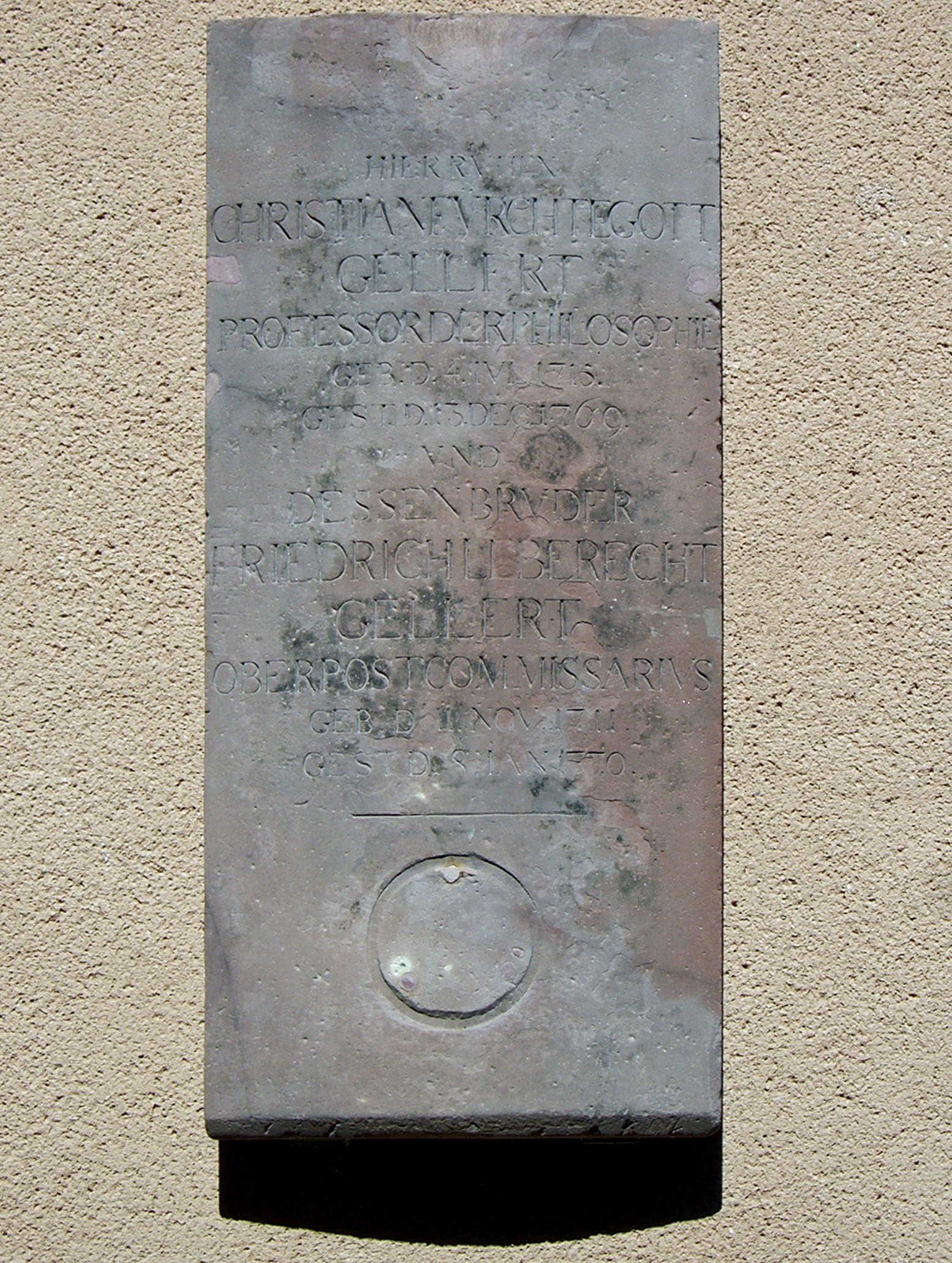
Originale Grabplatte Christian Fürchtegott Gellerts, gemeinsam mit dem Bruder Friedrich Leb(e)recht

- 13. Dezember: Christian Fürchtegott Gellert, deutscher Dichter (* 1715)